# Наддув кабины

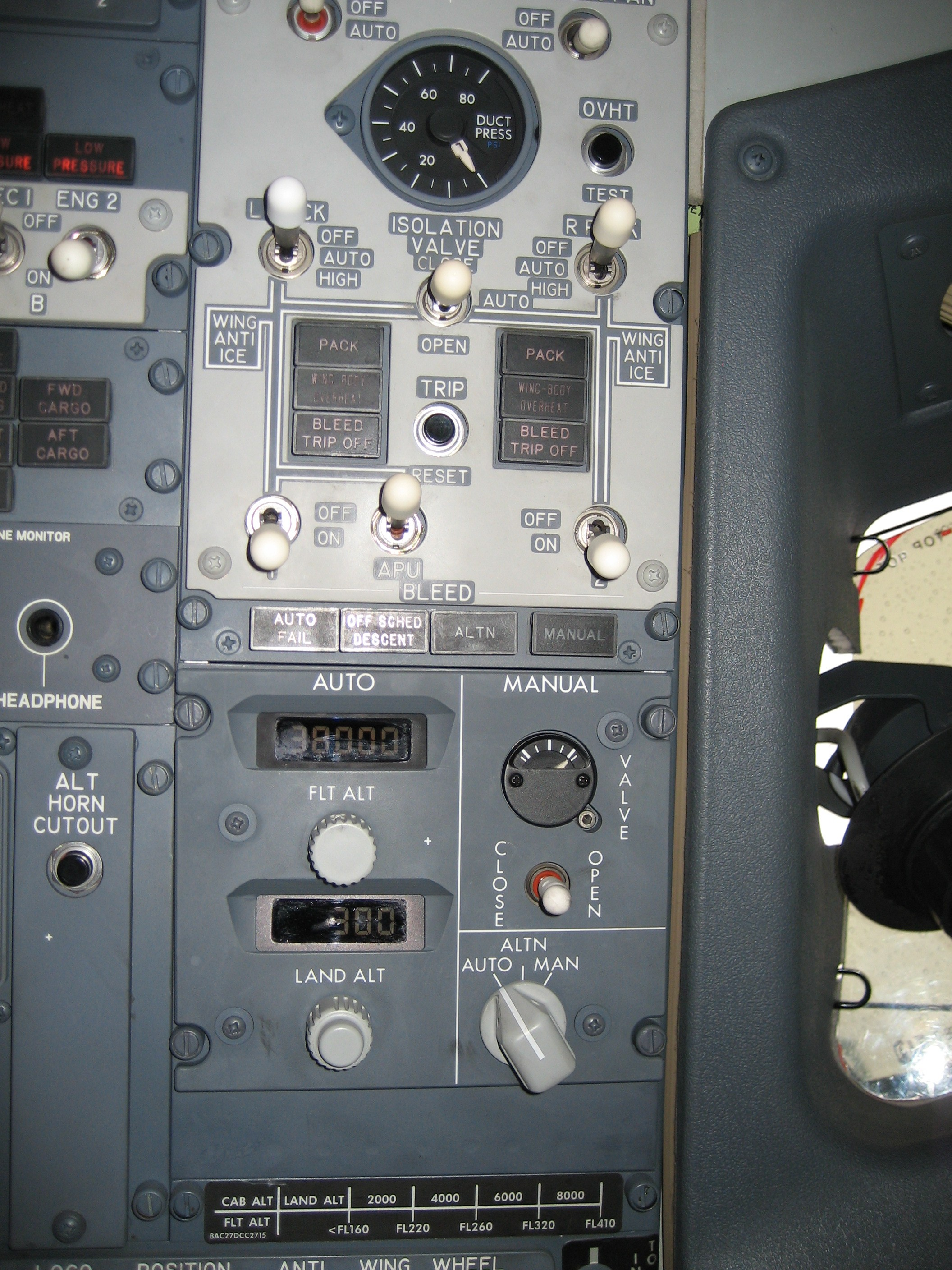
Панель управления системы контроля давления в Boeing 737-800

Наддув кабины — процесс, в котором воздух закачивается в кабину и салон самолёта или космического корабля для создания безопасной и комфортной среды для людей на больших высотах.
В самолётах отбор воздуха обычно осуществляется от компрессора работающего газотурбинного двигателя, для космического корабля воздух привозится в сжатом или сжиженном виде.

## Необходимость в наддуве

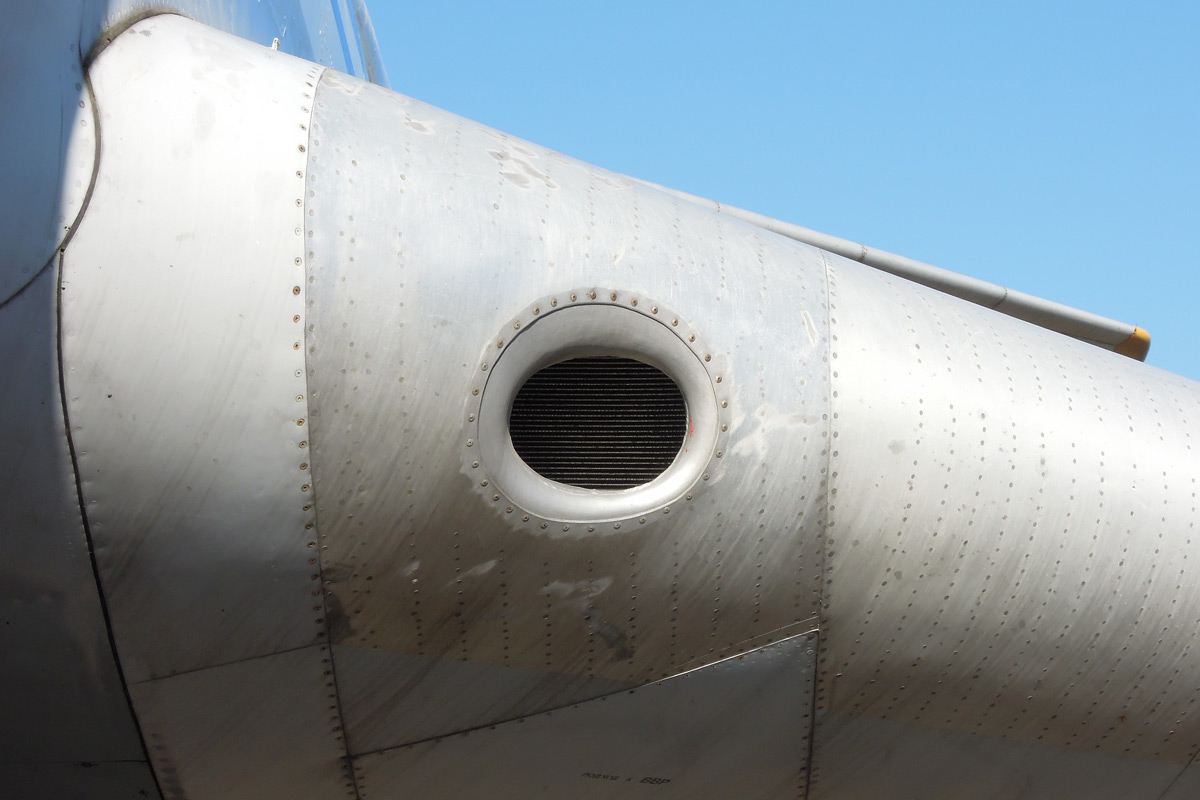
Воздухозаборник воздухо-воздушного радиатора (ВВР) в крыле Ту-154

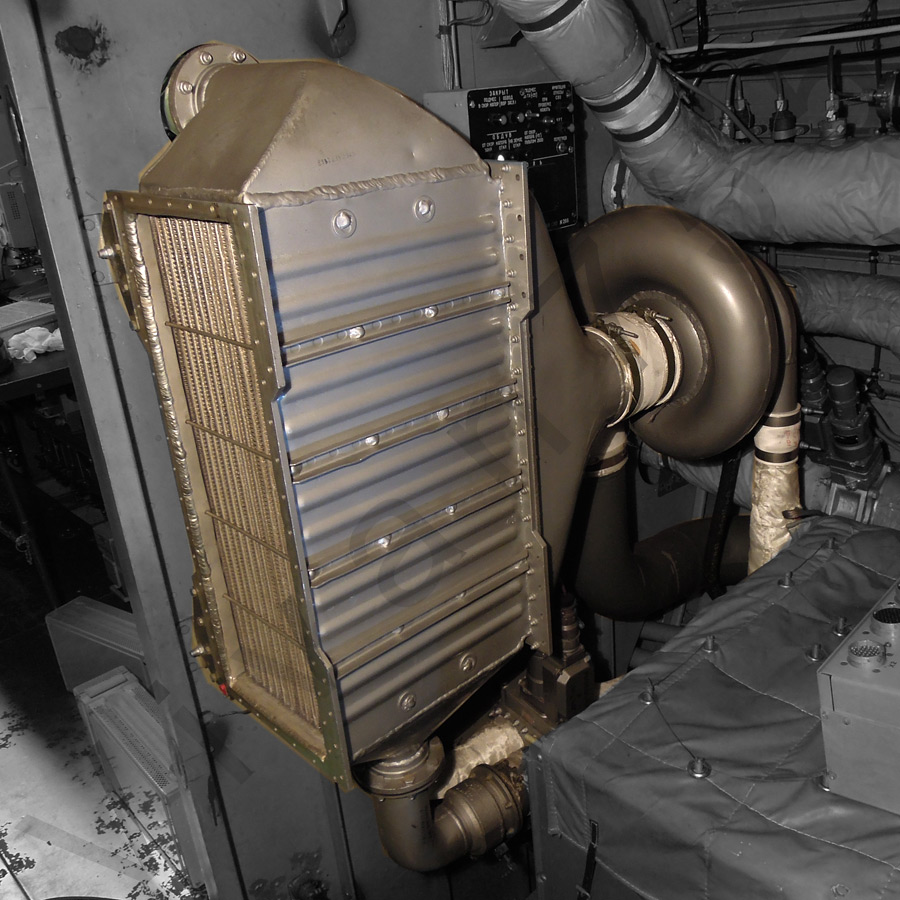
Воздухо-воздушный радиатор и турбохолодильник (ТХ) системы кондиционирования техотсека бомбардировщика Ту-95

Безопасной (по давлению воздуха) считается высота менее 4 км. Подъём на высоту более 4 км для нетренированного человека требует применения различных систем жизнеобеспечения.
С подъёмом на высоту более 3 км у человека появляются признаки кислородного голодания (гипоксии - в основном, эйфория и(или) сонливость). На высотах более 9 км из жидкости организма возможно выделение пузырьков газа (аэроэмболизм). На высотах более 19 км наблюдается закипание подкожной жидкости. 
Температура воздуха на высоте более 11 км может достигать −60°C, поэтому, может показаться, что поступающий забортный воздух необходимо подогревать, однако, воздух, напротив, приходится охлаждать по причине того, что (общая и для пилотов и для  пассажиров) гермокабина наддувается для поддержания приемлемого давления (идентичного давлению на высоте 1500-2000м над уровнем моря) сжатым воздухом, отбираемым из зоны компрессора маршевого двигателя. В турбокомпрессоре воздух разогревается из-за сжатия до ≈ 400°С и, соответственно, перед подачей в гермокабину требует охлаждения.
Когда маршевые двигатели не работают, гермокабина может наддуваться с помощью двигателя вспомогательной силовой установки (небольшой турбовальный или турбореактивный двигатель, скрыто интегрированный в конструкцию самолёта).

## Авиация
Признаки кислородного голодания у человека зависят от множества факторов (см. Гипоксия). Значительное влияние имеет влажность воздуха: при высокой влажности ухудшение самочувствия возникает уже на высотах 1000—1500 метров.
В большинстве летательных аппаратов устанавливается сложная система кондиционирования воздуха (рус. СКВ, анг. ECS). Отбираемый от двигателей горячий воздух охлаждается, осушается, дозированно смешивается и поступает в кабину. Давление в кабине регулируется автоматическим клапаном, который сбрасывает излишний воздух в забортное пространство.
При полёте на самолёте до высоты около 2000 метров наддува кабины обычно нет (хотя бывают исключения), затем система начинает подавать воздух, поддерживая постоянное давление приблизительно на уровне 570 мм. рт. ст. до высот в районе 7000—8000 метров. С дальнейшим подъёмом система кондиционирования поддерживает переменное давление, постепенно уменьшающееся в возрастанием высоты. Так, на высоте 11 км давление в кабине будет приблизительно около 0,7 от нормального.
В самолётах для контроля давления воздуха в кабине применяется указатель высоты и перепада давления (УВПД), а для упрощения применяется термин высота в кабине, то есть давление воздуха, соответствующее нормальному давлению на некоторой высоте.
Было бы предпочтительнее поддерживать в салоне самолёта нормальное, на уровне земного, давление в течение всего полёта, но это не делается по целому ряду причин. Одной из существенных причин является техническая проблема обеспечения прочности фюзеляжа. Конструкция должна выдержать избыточное давление в разрежённом воздухе на большой высоте, а с повышением давления наддува неизбежно усложнение и утяжеление фюзеляжа.
На военных самолётах воздух первоначально подавался исключительно с целью обогрева — на остекление кабины и к ногам лётчика (как пример), а экипажи при полётах выше 4 км всегда использовали кислородные маски. Постепенно почти на всех типах летательных аппаратов военного назначения также внедрили систему кондиционирования, работающую так же, как и на пассажирских лайнерах, но при выполнении боевых вылетов предусмотрен специальный боевой режим наддува. В боевом режиме давление в кабине будет значительно уменьшено — это делается для предотвращения баротравм у экипажа при резкой разгерметизации на больших высотах в случае, например, попадания снарядов: повреждения гермокабины пулемётно-пушечным огнём истребителей при полёте на больших высотах вызывали взрывную декомпрессию и гибель экипажей бомбардировщиков Второй мировой войны. Экипаж весь полёт использует кислородные маски или экипируется в высотные костюмы, а система наддува по большей части поддерживает температурный режим в кабине.

## Космонавтика
В советских и российских пилотируемых КА атмосфера полностью соответствует земной.
В американских КА атмосфера первоначально была полностью кислородной, с пониженным давлением, что позволяло облегчить конструкцию. После кислородного пожара на КА «Аполлон-1» НАСА применила газовую смесь из 40% азота и 60% кислорода при старте корабля, с переходом на чистый кислород в космосе.
На МКС используется азотно-кислородная атмосфера с нормальным давлением.